# شفیلد
شفیلد (به انگلیسی: Sheffield) شهر و کلان‌شهر مستقلی در شمال انگلستان واقع در شهرستان یورکشایر جنوبی است. نام شهر از نام رود شیف که از میان آن می‌گذرد، گرفته شده‌است. شهر که به‌طور تاریخی بخشی از ریدینگ غربی یورکشایر و بخش‌هایی از حومهٔ جنوبی آن بخشی از داربیشایر بوده‌است، پیشتر شهری صنعتی و امروزه عمدتاً مرکز فعالیت‌های مالی است. جمعیت این شهر بر اساس آمار سال ۲۰۱۹، برابر با ۵۸۴٬۸۵۳ نفر اعلام شده و یکی از هشت شهر بزرگ ناحیه‌ای انگلیسی، یا در اصطلاح گروه شهرهای اصلی (به انگلیسی: Core Cities Group) در کنار بلفاست، برمینگهام، بریستول، کاردیف، گلاسگو، لیدز، لیورپول، منچستر، نیوکاسل و ناتینگهام است. شفیلد دومین شهر بزرگ ناحیهٔ یورک‌شر و هامبر و سومین منطقهٔ پرجمعیت شهری در انگلستان است. جمعیت کلان‌شهر مستقل شفیلد برابر با ۱٬۵۶۹٬۰۰۰ نفر است.
شهر در نامنه‌های شرقی کوه‌های پناینز و دره‌های رود دُن و چهار سرشاخهٔ اصلی آن، رودهای لاکسلی، پورتر بروک، ریولین و شیف قرار دارد. شصت و یک درصد مساحت شفیلد فضای سبز بوده، و یک سوم مساحت آن در محدودهٔ پارک ملی پیک دیستریکت قرار گرفته‌است. بیش از ۲۵۰ پارک، بیشه‌زار و باغ در شفیلد وجود دارد که بر اساس تخمین‌ها در حدود ۴٫۵ میلیون درخت را در بر می‌گیرند.
شفیلد با توسعهٔ ابداعات و فناوری‌های برجسته نقشی اساسی در انقلاب صنعتی داشت. در قرن نوزدهم، شفیلد که به‌طور سنتی محل تولید کارد و چنگال بود، با توسعهٔ فولاد زنگ‌نزن شاهد رشدی چشم گیر شده و جمعیت آن به یکباره ده برابر شد. مجوز شهریت شفیلد در سال ۱۸۴۳ تصویب شده و در سال ۱۸۹۳ شهر نام گرفت. رقابت بین‌المللی در عرصهٔ آهن و فولاد و همزمانی آن با توقف بهره‌برداری از معادن زغال سنگ در منطقه، سبب افول این صنعت در دهه‌های ۱۹۷۰ و ۱۹۸۰ شد.
قرن بیست و یکم زمان توسعهٔ مجدد و گسترده در شفیلد و سایر شهرای انگلستان بوده‌است. ارزش افزوده ناخالص شفیلد نسبت به سال ۱۹۹۶ بیش از ۶۰ درصد افزایش داشته، و در سال ۲۰۰۵ به بیش از ۱۱٫۳ میلیارد پوند رسید. اقتصاد شهر دارای رشد متوسط سالانهٔ ۵ درصد بوده و از این لحاظ در ناحیهٔ یورک‌شر و هامبر مقام نخست را دارا است.
شفیلد سابقهٔ طولانی در ورزش داشته و خانهٔ قدیمی‌ترین باشگاه فوتبال جهان، باشگاه فوتبال شفیلد، و قدیمی‌ترین زمین فوتبال جهان، ورزشگاه سندی‌گیت است. بازی بین دو باشگاه مطرح شهر، شفیلد یونایتد و شفیلد ونزدی، به شهرآورد شهر فولاد معروف است. شهر همچنین محل برگزاری رقابت‌های قهرمانی اسنوکر جهان، و خانهٔ قدیمی‌ترین باشگاه هاکی روی یخ انگلستان، شفیلد استیلرز است.

## ریشه‌شناسی
نام شفیلد ریشه در انگلیسی باستان داشته و بر گرفته از نام رود اصلی شهر، رود شیف است.

## تاریخ
بر اساس گمانه زنی‌ها منطقه‌ای که شفیلد امروزی را در بر می‌گیرد دست کم از ۱۲۸۰۰ سال پیش در دوران پارینه سنگی زبرین سکونتگاه بوده‌است. نخستین نشانه‌های سکونت بشر در منطقه شفیلد در حوالی کرسول یافته شده‌است. این منطقه در عصر آهن جنوبی‌ترین سر حد قبایل پناینز بوده‌است که چندین تپه‌قلعه در این ناحیه از خود بجای گذاشته‌اند.
پس از خروج رومیان، منطقه شفیلد بخش جنوبی قلمرو پادشاهی بریتون‌های سلتی المت را تشکیل داده و رودهای شیف و دن مرز بین این پادشاهی و پادشاهی مرسیا محسوب می‌شده‌اند.

## مراکز آموزشی
دانشگاه شفیلد در سال ۱۸۹۷ تأسیس شده و دارای اعتباری بین‌المللی در بسیاری از رشته‌هاست. تایمز این دانشگاه را در رده بیستم انگلستان قرار داده و ویرجین این دانشگاه را به صورت «دانشگاه برتر برای همه» توصیف کرده‌است.
این شهر همچنین دارای پایین‌ترین میزان هزینه دانشجویان در انگلستان است.

## مراکز خرید
یکی از مراکز خرید بسیار بزرگ در شفیلد پاساژ میدوهول (meadowhall) است.

## جشنواره فیلم شوکوموشن
این جشنواره که از ۳۰ ژوئن تا ۹ ژوئیه به مدت ۱۰ روز برگزار می‌شود، محلی برای نمایش فیلم‌های سینمایی، ویدئویی و تلویزیونی با موضوع کودکان و نوجوانان است.

## ورزش
باشگاه فوتبال شفیلد یونایتد و باشگاه فوتبال شفیلد ونزدی در این شهر هستند.

## شهرهای خواهرخوانده
- آنشان - چین
- بوخوم - آلمان
- دونتسک - اوکراین
- استلی - نیکاراگوآ
- کاواساکی - ژاپن
- کیتوی - زامبیا
- کوتلی - پاکستان
- پیتسبورگ - ایالات متحده آمریکا

## نگارخانه

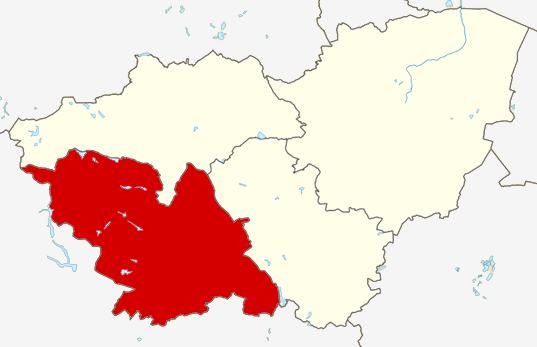